# Maței
Maței románul: Maței, falu Romániában, Erdélyben, Fehér megyében. Közigazgatásilag Aranyosfő községhez tartozik.

## Fekvése
Lezest mellett fekvő település.

## Története
Maţei korábban Lezest része volt. 1956-ban vált külön településsé 52 lakossal.
1966-ban 135, 1977-ben 88, 1992-ben 68, a 2002-es népszánláláskor 50 román lakosa volt.